# SNCF TGV POS
SNCF TGV POS(프랑스어: TGV POS)는 프랑스 국유철도(SNCF)와 스위스 연방 철도의 고속열차이다. 설계 초기부터 국제 고속열차에 운행하기 위해 설계된 차량으로 프랑스의 알스톰]이 개발하여 2006년부터 2007년까지 제작되었다. POS는 '파리-프랑스 동부-독일 남부'(독일어: Paris-Ostfrankreich-Süddeutschland)의 독일어 약칭이다.

## 세계 최고 속도 기록
2007년 4월 3일, 4402호 선두차와 SNCF TGV 듀플렉스 3량의 객차를 가지고 최고 영업 속도 574.8km/h를 기록하여 세계 최고 기록을 경신했다. 같은 해 2월에는 비공개 시범 운행에서 최고 영업 속도 554.3km를 경신했다.

## 같이 보기
- ICE 3
- SNCF TGV 듀플렉스